# ناریان
 ناریان  روستایی در شهرستان طالقان استان البرز است. بر اساس سرشماری ۹۵ ناریان در آن سال ، ۴۶۷ تن جمعیت داشته است.

## موقعیت جغرافیایی
در ۳۰ کیلومتری شمال شرقی شهرک (مرکز طالقان) و در ضلع شمالی رودخانه شاهرود و جاده سراسری شرقی-غربی طالقان و در منتهی الیه شمال شرق جاده باده سر که از جوستان به طرف شمال شرق منشعب شده و پس از دیزان به طرف شرق امتداد می‌یابد و در موقعیت جغرافیایی ۳۶ درجه و ۱۲ دقیقه و۵۱٫۹ ثانیه عرض جغرافیایی و ۵۰ درجه و۵۹ دقیقه و ۵۹٫۰ ثانیه طول جغرافیایی و در ارتفاع۲۴۴۲ متر از سطح دریا روستای نسبتاً بزرگی وجود دارد که بنظر می‌رسد به لحاظ جمعیت و وسعت برابر با روستاهای میر، دنبلید و سوهان می‌باشد.
راه طالقان به کلاردشت از طریق ناریان ـ گردنه دریچه ـ دلیر می‌گذرد.

## زبان
اهالی ناریان تبری هستند و به گویش طبری طالقانی زبان مازندرانی صحبت می‌کنند.
طالقانی‌ها به گویش مازندرانی سخن می‌گویند.اهالی بالا طالقان به گویش طبری سخن می گویند.اهالی پایین طالقان و میان طالقان به مازندرانی با لهجه طالقانی سخن می گویند.